# .577霸王龙
.577霸王龙或 .577 T-Rex  (14.9×76mm) 是 A-Square 于 1993 年应津巴布韦护送客户狩猎危险动物的专业导游的要求而开发的一款非常大且威力强大的步枪子弹。 该弹药筒设计用于“停止步枪”，旨在阻止危险游戏的冲锋。 弹药筒包含一颗直径为.585-英寸（14.9-）、750-格令（49-克）的单一固体射弹，发射时以2,460 ft/s（750 m/s）的速度移动，产生10,180英尺·英磅（13,800焦耳）的枪口动能。 A-Square的生产模型是基于他们的汉尼拔步枪。

## 相关资讯
- 步槍子彈列表
- 麦格农子弹

## 外部连结
- Video of Arthur Alphin talking with David Petzal about the A-Square .577 T-Rex （页面存档备份，存于）